# 馬爾代夫奧林匹克委員會
馬爾代夫奧林匹克委員會（Maldives Olympic Committee）是馬爾代夫的國家奧林匹克委員會。該組織成立於1985年，是國際奧委會和亞洲奧林匹克理事會的成員。1988年，首度派員參加在南韓漢城舉辦的夏季奧運會。
現時，馬爾代夫奧林匹克委員會的總部設在首都馬累，主席是Ibrahim Ismail Ali。

## 資料來源
1. ↑  .   [2014-02-09]. （原始内容存档于2009-02-20）. （页面存档备份，存于）